# Peter Svensson
Anders Peter Svensson, conocido como Peter Svensson (Huskvarna, 18 de octubre de 1974) es un compositor, productor y músico sueco. Es el compositor y guitarrista de la banda The Cardigans. Empezó a tocar la guitarra a la edad de ocho años y en su adolescencia, tocó con bandas locales. Después de haber contactado al bajista Magnus Sveningsson, formaron The Cardigans en 1992. Peter Svensson se acredita con la escritura de la música y melodías para casi todas las canciones son originales del grupo.
En 1998, se dio a conocer un proyecto paralelo y en solitario llamado Paus. Todas las canciones fueron coescritas junto con Joakim Berg de la banda Kent. Los tambores fueron tocados por el baterista de The Cardigans, Bengt Lagerberg. En 1999, el álbum Paus y el trabajo de Svensson en el cuarto álbum 'The Cardigans, Gran Turismo, le hicieron ganar un Grammy sueco como Compositor del Año.
Svensson coescribió (de nuevo con Joakim Berg) el álbum de la cantante sueca Titiyo, Come Along. El sencillo, "Come Along", fue un gran éxito en 2001 y fue galardonado con un Grammy a la canción del año en Suecia.

## Carrera musical
Suele tocar la guitarra, aunque también desempeña otras funciones, como la de compositor. También toca el bajo, los teclados y el vibráfono; además, hace los coros.
Su experiencia musical empezó pronto e incluyó unas cuantos bandas de en su adolescencia y juventud. Después de esto, se dedicó a tocar para otras bandas junto a Magnus Sveningsson, pocos años antes de formar The Cardigans. En octubre de 1992, entró en esta banda junto a Sveningsson.
Tiene una hermana y cataloga sus otros intereses como "algo musical".
Ha producido una versión de la canción "Cruiser" de la banda Red House Painters; la versión original de ésta se encuentra en el disco Old Ramon.
Vive con la presentadora de TV, Ulrika Eriksson (de un formato MTV), con la que tiene un hijo en común.

## Composición de canciones y producción discográfica
| Título                                        | Año  | Álbum                                              | Escritor | Productor |
| --------------------------------------------- | ---- | -------------------------------------------------- | -------- | --------- |
| "Thinking Bout You"                           | 2016 | Ariana Grande – Dangerous Woman                    | Hecho    | Hecho     |
| "Don't Need Nobody"                           | 2015 | Ellie Goulding – Delirium                          | Hecho    | Hecho     |
| "Focus"                                       | 2015 | Ariana Grande – Dangerous Woman (Japanese Edition) | Hecho    |           |
| "Can't Feel My Face"                          | 2015 | The Weeknd – Beauty Behind the Madness             | Hecho    |           |
| "In The Night"                                | 2015 | The Weeknd – Beauty Behind the Madness             | Hecho    |           |
| "Shameless"                                   | 2015 | The Weeknd – Beauty Behind the Madness             | Hecho    | Hecho     |
| "I Really Like You"                           | 2015 | Carly Rae Jepsen - E•MO•TION                       | Hecho    | Hecho     |
| "Mama"                                        | 2015 | Lunchmoney Lewis – Bills EP                        | Hecho    |           |
| "Good Thing"                                  | 2015 | Sage The Gemini feat. Nick Jonas                   | Hecho    |           |
| "Love Me Harder" (Ariana Grande & The Weeknd) | 2014 | Ariana Grande – My Everything                      | Hecho    | Hecho     |
| "Rock n Roll"                                 | 2013 | Avril Lavigne – Avril Lavigne                      | Hecho    | Hecho     |
| "On A Roll"                                   | 2013 | Icona Pop – This Is...                             | Hecho    |           |
| "Tumbling Down"                               | 2013 | Tessanne Chin – Count On My Love                   | Hecho    |           |
| "Chloe (You're the One I Want)"               | 2013 | Emblem3 – Nothing To Lose                          | Hecho    | Hecho     |
| "Rock Me"                                     | 2012 | One Direction – Take Me Home                       | Hecho    |           |
| "Glassheart"                                  | 2012 | Leona Lewis – Glassheart                           | Hecho    |           |
| "Come Along" (featuring Cee Lo Green)         | 2012 | Vicci Martinez – Vicci                             | Hecho    | Hecho     |
| "Run Run Run"                                 | 2012 | Vicci Martinez – Vicci                             | Hecho    | Hecho     |
| "Out Of Control"                              | 2012 | Vicci Martinez – Vicci                             | Hecho    | Hecho     |
| "Alive"                                       | 2012 | Vicci Martinez – Vicci                             | Hecho    | Hecho     |
| "Little Faith"                                | 2012 | Vicci Martinez – Vicci                             | Hecho    | Hecho     |
| "Can’t Get Enough"                            | 2010 | Eagle-Eye Cherry – Can’t Get Enough                | Hecho    | Hecho     |
| "Your Hero"                                   | 2010 | Eagle-Eye Cherry – Can’t Get Enough                | Hecho    | Hecho     |
| "One In A Million"                            | 2010 | Eagle-Eye Cherry – Can’t Get Enough                | Hecho    | Hecho     |
| "Love Me"                                     | 2009 | Justin Bieber – My World                           | Hecho    |           |
| "Something To Die For"                        | 2008 | Carolina Liar – Coming To Terms                    | Hecho    |           |
| "When You Are Near"                           | 2008 | Carolina Liar – Coming To Terms                    | Hecho    |           |
| "Last Years Song"                             | 2006 | Lisa Miskovsky – Changes                           | Hecho    |           |
| "Little By Little"                            | 2005 | Marion Raven – Here I Am                           | Hecho    |           |
| "Come Along"                                  | 2001 | Titiyo – Come Along                                | Hecho    | Hecho     |
| "1989"                                        | 2001 | Titiyo – Come Along                                | Hecho    | Hecho     |
| "Love Has Left Your Eye"                      | 2001 | Titiyo – Come Along                                | Hecho    | Hecho     |
| "My Heart Won"                                | 2001 | Titiyo – Come Along                                | Hecho    | Hecho     |
| "Show"                                        | 2001 | Titiyo – Come Along                                | Hecho    | Hecho     |
| "Hold Her Tight"                              | 2001 | Titiyo – Come Along                                | Hecho    | Hecho     |
| "Right Or Wrong"                              | 2001 | Titiyo – Come Along                                | Hecho    | Hecho     |
| "I See Good In People"                        | 2001 | Titiyo – Come Along                                | Hecho    | Hecho     |
| "Where Do We Go?(Last Time)"                  | 2001 | Titiyo – Come Along                                | Hecho    | Hecho     |
| "Given Thing"                                 | 2001 | Titiyo – Come Along                                | Hecho    | Hecho     |
| "Time"                                        | 2001 | Titiyo – Come Along                                | Hecho    | Hecho     |
| "Kärlekens Tunga"                             | 2001 | Paus – "Plura 50, en hyllningsplatta               |          | Hecho     |